# گراهام فولر
گراهام ای. فولر (متولد ۲۸ نوامبر ۱۹۳۷) نویسنده و تحلیلگر سیاسی آمریکایی، متخصص افراط گرایی اسلامگرا است. وی که سابقاً نائب رئیس شورای اطلاعات ملی بود، به عنوان رئیس ایستگاه در کابل به آژانس اطلاعات مرکزی(CIA) خدمت می‌کرد. اثر «قطعهٔ تفکر» که فولر برای سیا نوشت، در هدایت ماجرای مک‌فارلین نقش اساسی داشت.
وی پس از ۲۷سال فعالیت در وزارت امور خارجه ایالات متحده و CIA, به عنوان دانشمند ارشد سیاسی متخصص در خاورمیانه به شرکت رند پیوست. از سال ۲۰۰۶، وی به عنوان استاد معین تاریخ به دانشگاه سایمون فریزر در ونکوور، بریتیش کلمبیا پیوست. او نویسنده تعدادی کتاب است، از جمله آینده اسلام سیاسی.

## حرفه
فولر در دانشگاه هاروارد تحصیل کرد و در آنجا ابتدا لیسانس و سپس مدرک کارشناسی‌ارشدش را در رشتهٔ مطالعات روسیه و خاورمیانه گرفت.

### وزارت امور خارجه
فولر به وزارت امورخارجه ایالات‌متحده پیوست و برای انجام وظایف در اروپا، آسیا و خاورمیانه وارد سرویس امورخارجهشد.

### سی‌آی‌ای
وی به مدت ۲۰سال به عنوان افسر عملیات در آژانس اطلاعات مرکزی(CIA) خدمت کرده‌است. فعالیت‌هایش شامل مأموریت به آلمان، ترکیه، لبنان، عربستان‌سعودی، یمن‌شمالی، افغانستان و هنگ‌کنگ است. فولر تا سال ۱۹۷۸رئیس ایستگاه سیا در کابل بود، همان سال او را به مقر سیا در واشینگتن آوردند و در سال ۱۹۸۲به عنوان افسر اطلاعات ملی خاورنزدیک و جنوب‌آسیا در این سازمان منصوب شد. در سال ۱۹۸۶، سیا وی را به سمت نایب رئیس شورای اطلاعات ملی منصوب کرد.

### ماجرای مک‌فارلین
در سال ۱۹۸۷، فولر به عنوان محقق برگزیدهٔ سال ۱۹۸۵شناخته شد که به گفته نیویورک تایمز "در تصمیم دولت ریگان برای تماس پنهانی با رهبران ایران " نقش مهمی داشت و "در نهایت منجر به فروش مخفیانه سلاح‌های ایالات‌متحده به تهران در ماجرای ایران و کنترا" شد. این سند حاکی از آن بود که اتحاد جماهیر شوروی در موقعیت نفوذ در ایران است و ممکن است ایالات‌متحده با فروش اسلحه بتواند در این کشور نفوذ پیدا کند. به گفتهٔ فولر، وی با پیشرفت اوضاع، نظر خود را اصلاح کرده بود و هرچند این تغییر نظرش را به مقامات دولتی رسانده بود، گزارش کتبی دربارهٔ این تغییر منتشر نشد. فولر انکار کرد که کتاب «تکه‌ای فکر» اولیه‌ای که او با هوارد تیچر تهیه کرده بودند «برای حمایت از سیاست‌های دولت» تهیه‌شده‌است.

### پس از کار دولت
فولر در سال ۱۹۸۸ سیا را به مقصد شرکت رَند ترک کرد و تا سال ۲۰۰۰ به‌عنوان یک دانشمند ارشد سیاسی در آنجا ماند. وی در شرکت رند میان بسیاری از نشریات، دربارهٔ اسلام سیاسی در کشورهای مختلف و ژئوپلیتیک جهان اسلام نوشت.
فولر استاد معین تاریخ در دانشگاه سایمون فریزراست. او به چندین زبان خاورمیانه مانند عربی و همچنین روسی و چینی می‌تواند به‌خوبی صحبت کند.
پس از بمب‌گذاری در ماراتن بوستون، مشخص شد که دختر فولر، سامانتا آنکارا فولر (نام متأهل تسارنایف) در دهه ۱۹۹۰ با روسلان تسارنی (متولد تسارناف)، عموی عاملان جنایات دژوخار و تیمورلنگ تسارناف ازدواج کرده‌است. آنها در ۲۶ آوریل ۱۹۹۹، در اورنج کانتی، کارولینای شمالی، طلاق گرفتند. روسلان تسارنی در شرکت‌های متصل به هالیبرتون کار می‌کرد. وی همچنین مشاور شرکتی بود که توسط آژانس توسعه بین‌المللی ایالات متحده (USAID) در شوروی در جمهوری سابق قرقیزستان منعقد شده بود.
در سال ۲۰۱۲ فولر بزرگ‌پرس، تجربهٔ مستقل خود در فعالیت انتشاراتی را راه‌اندازی کرد.
در اول دسامبر سال ۲۰۱۷، دادستانی عمومی استانبول حکم دستگیری فولر را به اتهام شرکت در برنامه‌ریزی در تلاش ناموفق برای کودتای ۲۰۱۶ ترکیه را صادر کرد. حکم دادگاه ترکیه ادعا می‌کند که فولر همزمان با اقدام کودتا در شب ۱۵ ژوئیه ۲۰۱۶با سایر افراد مرتبط با پروندهٔ کودتا در جزیره بویوکادا، نزدیک استانبول دیدار کرده‌است.
فولر در دسامبر سال ۲۰۱۷ پاسخ داد: «من در شب تلاش برای کودتا در ترکیه سال گذشته اتفاقاً در یک گروه ۱۰۰ نفره در همین‌جا در شهری در غرب کانادا که ۱۵ سال گذشته در آن زندگی می‌کردم سخنرانی داشتم.» و افزود «من در پنج سال گذشته پا به ترکیه نگذاشته‌ام.» یک مقام آمریکایی گمنام که در یک گزارش خبری به او اشاره شده‌است، پاسخ داد: «این تصور که کارمندان فعلی یا سابق دولت ایالات متحده در کودتای نافرجام دست داشته‌اند، ادعای پوچی به‌حساب می‌آید.»

### داعش
مصاحبه ۲۰۱۴با فولر به نقل از وی چنین است: "من فکر می‌کنم ایالات‌متحده یکی از اصلی‌ترین خالقان [داعش] است. ایالات متحده شکل‌گیری داعش را برنامه‌ریزی نکرد، اما مداخلات تخریبی آن در خاورمیانه و جنگ در عراق از عوامل اصلی تولد داعش بود.

## آثار

### کتاب‌ها
- The Center of the Universe: The Geopolitics of Iran. Westview Press. 1991. ISBN 0-8133-1158-6.
- The Democracy Trap: The Perils of the Post-Cold War World. E. P. Dutton. 1991. ISBN 0-525-93371-9.
- How to Learn a Foreign Language. Storm King. 1993. ISBN 0-935166-02-5.The Future of Political Islam (revised ed.). Palgrave Macmillan. 2003. ISBN 1-4039-6136-0.
- The New Turkish Republic: Turkey as a Pivotal State in the Muslim world. US Institute of Peace Press. 2008. ISBN 978-1-60127-019-1.
- A World Without Islam. Little, Brown & Company. 2010. ISBN 978-0-316-07288-5.
- Three Truths and a Lie. CreateSpace Independent Publishing Platform. 2012. ISBN 978-1-4792-7431-4.
- Breaking Faith (novel). Bozorg Press. 2015. ISBN 978-0-9937514-1-7.

### کتابهای مشترک
- - Barkey, Henri J.; Graham E. Fuller (1998). Turkey's Kurdish Question. Rowman & Littlefield. ISBN 0-8476-8553-5.
- Francke, Rend Rahim; Graham E. Fuller (2001). The Arab Shi'a: The Forgotten Muslims. Palgrave Macmillan. ISBN 0-312-23956-4.
- Fuller, Graham E.; Ian O. Lesser (1995). A Sense of Siege: The Geopolitics of Islam and the West. Westview Press. ISBN 0-8133-2149-2.
- Fuller, Graham E.; Ian O. Lesser; Paul B. Henze; James F. Brown (1993). Turkey's New Geopolitics: From the Balkans to Western China. Westview Press. ISBN 0-8133-8660-8.
- Ronfeldt, David F.; John Arquilla, Arroyo Center, Graham E. Fuller, Melissa Fuller (1998). The Zapatista "Social Netwar" in Mexico. Rand Corporation. ISBN 0-8330-2656-9.{{cite book}}:  نگهداری یادکرد:نام‌های متعدد:فهرست نویسندگان (link)